# Genomoviridae
Famille
Les Genomoviridae sont une famille de virus de l'ordre des Geplafuvirales qui comprend neuf genres et 76 espèces. Ce sont des virus à ADN simple brin classés dans le groupe II de la classification Baltimore, qui infectent principalement les animaux vertébrés et invertébrés, mais aussi les champignons. Certaines espèces ont été isolées des eaux usées.
Les virus de cette  famille ont un génome de petite taille (2,2 à 2,4 kilobases de longueur). Ce sont des génomes constitués d'ADN simple brin circulaire, codant des protéines d'initiation de réplication circulaire (Rep) et des protéines de capside uniques. Dans les phylogénies basées sur les Rep, les Genomovirus forment un clade frère des virus végétaux de la famille des Geminiviridae,.

## Étymologie
Le nom de la famille, « Genomoviridae », est un acronyme dérivé de « GEminivirus-like, NO MOvement protein ».

## Liste des genres
Selon NCBI (20 décembre 2020) :
- Gemycircularvirus – 43 espèces
- Gemyduguivirus – 1 espèce
- Gemygorvirus – 5 espèces
- Gemykibivirus – 16 espèces
- Gemykolovirus – 2 espèces
- Gemykrogvirus – 3 espèces
- Gemykroznavirus – 1 espèce
- Gemytondvirus – 1 espèce
- Gemyvongvirus – 1 espèce